# ТГМ 3Т
Транспортная гусеничная машина ТГМ 3Т «Москит» — современная белорусская быстроходная плавающая гусеничная машина, предназначенная для обеспечения маневренных действий войсковых подразделений в условиях бездорожья и пересечённой местности.

## Модификации
Конструкция данной машины предполагает возможность её широкого модифицирования, в частности — создание вариантов с пятью и шестью опорными катками, с открытым и закрытым корпусом, с установленными водомётным или винтовым движителями для форсирования водных преград.

## Описание конструкции
Корпус ТГМ 3Т открытый, герметичный. Агрегаты расположены по всей машине с целью обеспечения оптимальной развесовки оной: силовой агрегат, состоящий из дизельного двигателя и автоматической коробки переключения передач, расположен в средней части, гидрообъемный механизм поворота — в носовой, а блок охлаждения — в кормовой части у левого и правого бортов. Места для водителя и пяти пассажиров располагаются вокруг силового агрегата.

### Вооружение
В базовом варианте машина не вооружена, однако её конструкция и компоновка позволяют устанавливать различное вооружение:
- 30-мм автоматический станковый гранатомет АГС-17.
- 12,7-мм станковый пулемёт НСВ-12,7.
- ПТРК «Малютка», «Метис», «Фагот»,«Конкурс», «Шершень» .
- ПЗРК «Игла».

### Ходовая часть
Ходовая часть — гусеничная, состоящая, применительно к одному борту, из пяти опорных катков с индивидуальной торсионной подвеской, ленивца и ведущего катка. Механизм поворота — гидрообъёмный.
Преодоление водных преград осуществляется вплавь за счёт перемотки гусениц.

## Машины на базе ТГМ-3Т
- МОСКИТ— противотанковый ракетный комплекс на базе ТГМ-3Т.[3] Предназначен для поражения неподвижных и движущихся наземных целей - современной бронетанковой техники с динамической защитой брони, оборонительных сооружений; низколетящих вертолетов и маломерных надводных кораблей в любое время суток, при неблагоприятных погодных условиях на местности с любым рельефом. Производитель - Минотор-Сервис.

## Служба и боевое применение
Машина принимала участие в комплексных учениях Вооруженных сил Республики Беларусь «Чистое небо — 2003» и «Щит Отечества — 2004».